# John Paul Pitoc
John Paul Pitoc (* 5. března 1974 Queens, New York), přezdívaný jako Jean Paul Pitoc nebo J.P.Pitoc je americký herec. Jeho matka pochází z Kolumbie a otec z Maďarska. Proslavil se díky gay filmu Trick (1999), kde hrál go-go tanečníka v gay baru.

## Filmografie
- Trick, 1999, hrál Marka
- In the Weeds, 2000, , hrál Chrise
- Thank You, Good Night 2001, hrál Donnie
- Sorority Sluts 3: Spring Break! (The Outtakes) 2001
- Shooting LA 2001, hrál Winstna
- Just Can't Get Enough 2001, hrál Claytna
- Shoot Or Be Shot 2002, hrál Hectora
- Species III 2004, hrál Hastingse